# Groutia
Groutia là một chi rêu trong họ Cryphaeaceae.